# جبل سمامة
جبل سمامة هو سابع أعلى مرتفع في تونس إذ تبلغ قمته 1314م. يقع في الوسط الغربي التونسي يحده من الشمال قرية الصفيصيفة و قرية زاوية بن عمار و قرية طربخانة و قرية البنانة و قرية الفيلاج أولاد بنجاح و يحده من الجنوب عمادة سيدي حراث و يحده من الشرق عمادة الوساعية و يحده من الغرب عمادة خمودة وهو مغطى بغابة من الصنوبر الجبلي، ويوجد بولاية القصرين.

## مواضيع ذات صلة
- جبال تونس
- ولاية القصرين